# كاتشورايلا
بلدية كاتشورايلا (بالإسبانية: Cachorrilla)‏، هي بلدية تقع في مقاطعة قصرش والتي تقع في منطقة إكستريمادورا، غرب إسبانيا.
يبلغ عدد سكانها 104 نسمة وفقاً لإحصائية سنة (2002).